# 后土圣母庙 (石楼县)
后土圣母庙，位于山西省吕梁市石楼县前山乡张家河村，2004年6月10日公布为山西省文物保护单位，2013年3月5日公布为第七批全国重点文物保护单位。